# Баґґ Крік (річка)
Баґґ Крік (англ. Barber Creek) — річка в окрузі Ориндж-Волк (Беліз). Довжина до 6 км. Свої води несе до Ріо-Нуево (Rio Nuevo), зокрема в озеро Нью-Рівер Лагуна (New River Lagoon).
Протікає незаселеною територією округу Ориндж-Волк, саме річище неглибоке з невисокими берегами, в'ється поміж кількох тропічних озер-боліт, при впадінні до Нью-Рівер Лагуна (New River Lagoon) утворює просте гирло.